# یوسف احمد البلوشی
یوسف احمد البلوشی (عربی: يوسف احمد موسى أحمد علي البلوشي؛ زادهٔ ۲۷ آوریل ۱۹۹۴) بازیکن فوتبال اصالتا بلوچ اهل امارات متحده عربی است.
از باشگاه‌هایی که در آن بازی کرده‌است می‌توان به باشگاه فوتبال العین اشاره کرد.
وی همچنین در تیم‌های ملی فوتبال UAE U20 UAE U23 بازی کرده‌است.